# Ерже
Жорж Проспер Реми (фр. Georges Prosper Remi; Етербек, 22. мај 1907 — Брисел, 3. март 1983) је био белгијски цртач стрипа. Радио је под псеудонимом Ерже (Hergé). Псеудоним је настао по обрнутим иницијалима Р. Ж., што се на француском у транскрипцији чита као Ер-Же.
Био је један од пионира европског стрипа и развио технику „чистих линија“ без шрафуре и сенки.
Постао је чувен као идејни отац Тинтина, младог репортера, који путује по целом свету, доживљавајући разне авантуре. Био је у Конгу, Америци, Египту, Шкотској, Тибету, Јужној Америци, Совјетском Савезу 1969. пред спуштање свемирког брода „Аполо 11“ на месец. Тинтин је био и на месецу у познатом стрипу „Идемо на месец“. Тинтинове авантуре обухватају 24 стрипа. Ержеови јунаци поред Тинтина су и Тинтинов пас Снешко, капетан Хадок, професор Сунцокрет, Дипон и Дипон и многи други.
Упркос реномеу, до краја живота био је скроман, тако да шира публика мало зна о њему. Умро је 3. марта 1983. у Бриселу.
Стогодишњица рођења Жоржа Ремија - Ержеа 2007. обележава се у Белгији са више манифестација: 
- Белгијска пошта је тим поводом издала табачић од 25 марака са ликом Ержеа и његовог јунака.
- Белгијска железница која издаје посебне марке које носе ознаку „Б“ је такође издала блок са уклопљеном марком на којој се види Тинтин на прозору путничког воза.
- Белгијска ковница кује сребрни новац од 20 евра са ликом Ержеа, Тинтина и потписом овог аутора на аверсу и мапом Европе на реверсу.
- Бриселска станица метроа „Стокел“ је добила велики мурал (два пута метар и по) са његовим јунацима.

## Дела
1. Тинтин у земљи Совјета - Tintin au pays des Soviets (1930)
2. Тинтин у Конгу - Tintin au Congo (1931)
3. Тинтин у Америци - Tintin en Amérique (1932)
4. Томпус фараона - Les Cigares du pharaon (1934)
5. Плави лотус - Le Lotus bleu (1935)
6. L'Oreille cassée (1937)
7. Црно острво - L'Île noire (1938)
8. Скиптар краља Отокара - Le Sceptre d'Ottokar (1939)
9. Рак са златним клештима - Le Crabe aux pinces d'or (1941)
10. Тражења звезде - L'Étoile mystérieuse (1942)
11. Le Secret de la Licorne (1943)
12. Le Trésor de Rackham le Rouge (1944)
13. Les 7 Boules de cristal (1948)
14. Le Temple du Soleil (1949)
15. Tintin au pays de l'or noir (1950)
16. Objectif Lune (1953)
17. On a marché sur la Lune (1954)
18. L'Affaire Tournesol (1956)
19. Coke en stock (1958)
20. Тинтин у Тибету - Tintin au Tibet (1960)
21. Les Bijoux de la Castafiore (1963)
22. Vol 714 pour Sydney (1968)
23. Tintin et les Picaros (1976)
24. Tintin et l'Alph-Art (1986, réédité en 2004) (inachevé)